# Quitangonha
El xeicat de Quitangonha fou un estat musulmà que va existir entre el segle xv i començaments del segle xx. Estava situat en una illa a la costa nord de Moçambic uns 50 km al sud de la moderna Nacala i 30 km al nord d'Ilha de Moçambique. L'illa està unida a terra per una llengua de terra cap al nord; a la costa enfront (oest) hi ha la vila de Matibane. Avui és part de la província de Nampula. Aquesta regió, que és l'extrem més oriental de Moçambic, és coneguda com a Ponta de Quitangonha.
Fou fundat per notables emigrants d'illa de Moçambique, el 1515. El sulta de l'illa havia emigrat a Sancul el 1507 on havia establert la seva nova seu, al sud de l'illa, mentre Quitangonha se situava al nord. El xeicat va quedar en la zona d'influència portuguesa, proper com estava al principal establiment portuguès, Ilha de Moçambique. Els portuguesos el consideraren un vassall a partir del segle xvi, però no hi exerciren cap domini fins al segle xvii. En el segle xviii els portuguesos concedien al xeic o algun membre de la família reial el títol de capita-moro. El capitao-mor das terras firmes era el funcionari portuguès encarregat de les relacions entre Ilha de Moçambique i les terres continentals i es donava generalment a un afro-portuguès i a un cap local en cada lloc. Els xeics estaven obligats a subministrar menjar i agua a Ilha de Moçambique, ajudar en mantenir obertes les rutes comercials, i assistència militar a l'interior si era necessària.
En general les relacions foren acceptablement bones fins que els interessos van divergir; a la meitat del segle xviii el comerç d'esclaus era tan lucratiu que molts musulmans van començar a dedicar-se i van contactar amb naus estrangeres que els podien proveir armes; el que estava en joc era la influència de xeic o dels portuguesos sobre les tribus macua del interior que tenien el control del proveïment d'esclaus, i sobre els francesos que eren el principals compradors. Hostilitats amb els portuguesos es van produir el 1775-1776, el 1786 i sovint entre 1790 i 1796. Els portuguesos volien dominar la badia de Fernando Veloso (al lloc de la monerna Nacala) mentre el xeic volia expandir el seu territori a costa dels macua. El 1829 els portuguesos van ocupar Fernando Veloso, i hi van construir un fort on van romandre fins al 1834 quan les privacions van obligar al seu abandonament. El 1830 un fill del xeic va anar a estudiar a Comores, illes amb les que existia una relació fluida; el 1831 pirates àrabs van capturar un vaixells portuguès i els portuguesos van acusar al xeic de Quitangonha; van esclatar hostilitats i els musulmans van bloquejar Ilha de Moçambique que va patir escassetat, mentre Zanzibar i els musulmans del litoral enviaven ajut a Quitangonha, però es va restablir la pau amb la mediació del sultà de Nzwani (Anjouan).
El xeic fou sotmès pels portuguesos al començament del segle xx que hi van establir un lloc militar.

## Xeics
- vers 1775 - 1804 Twakali Hija
- 1804 - 1817 Janfar Salim
- 1817 - 1850 Sulayman Bwana Hajj
- 1850 - 1873 Ali Amisi Heri
- 1873 - 1875 Abd al-Rahman Sa`id `Ali
- 1875 - 1878 Vacant
- 1878 - 1884 Ahmadi Abd Allah
- 1884 - 1906 Mahmud Bwana Ahmadi
- 1906 - vers 1909 Said ben Amisi